# 島浪間
島 浪間（しま なみま、天保14年7月10日（1843年8月5日） - 元治2年2月22日（1865年3月19日））は、土佐藩の江戸時代末期の志士。島 浪並馬（しま なみま）とも。他に通称・浪馬、並馬、名を長宗我部義親。
現在の高知・長浜村塩谷に生まれる。父は戦国時代の四国の覇者、長宗我部氏の子孫であるとされる島重親。
坂本龍馬に従い土佐勤皇党の創設期に加盟するも、武市瑞山らと衝突して連判状から名を削除されたとされている。
文久3年（1863年）頃、藩命によって京へのぼり、一時三条実美の側臣として随行。三田尻・招賢閣には、逗留した者の名のなかに浪間（義親）のものとされる名前が記録されている。
その後、ほどなくして土佐を脱藩した那須信吾に仕え、天誅組を組織した吉村虎太郎に従う形で文久3年（1863年）8月17日、五條代官書を襲撃。桜井寺を本陣として「五條御政府」樹立を宣言した。その功により砲一番隊長に任ぜられた。
だが、時代は吉村に傾かず、京の政変によって朝廷より賊軍の烙印を押された天誅組は、擁立する中山忠光を護り浪間以下15名の精鋭とともに大坂へ落ち延びる。そこで長州藩邸に匿われる形で難を逃れた浪間（義親）は、機を見て忠光とともに長州へ流れた。
元治2年（1865年）、西国の攘夷運動をさらに活発化させるため、再び大坂へ赴いた浪間は、配下・井原応輔・千屋金策ら数名と岡山城下へ入り、遊説の為の金策に奔走。しかし、2月22日、運悪く盗賊と間違われた一行は関所で住人たちと斬りあいになり、包囲された挙句、落命する。捕縛されるのを好まず、自ら自刃したとも言われる。
明治31年（1898年）、正五位を追贈された。